# Andrea Navedo
Andrea Navedo (10 oktober 1969, The Bronx - New York) is een Amerikaans actrice. 
Navedo is vooral bekend van haar rol als rechercheur Ana Cordova in de televisieserie Law & Order (2001-2004), en van haar rol als Xiomara Villanueva  in de televisieserie Jane the Virgin (2014-2019). 

## Biografie
Navedo doorliep de high school aan de DeWitt Clinton High School in haar geboorteplaats The Bronx (New York), en studeerde in 1988 af met een bachelor of arts in communicatie en creatieve kunst aan de State University of New York College at Old Westbury in Old Westbury (Nassau County). 

## Filmografie

### Films
- 2024 Girl Haunts Boy - als Catarina Sanchez
- 2023 Spider-Man: Across the Spider-Verse - als overige stemmen
- 2022 The Royal - ??
- 2022 Smile or Hug - als Irene
- 2021 Before I Go - ??
- 2017 Bright - als kapitein Perez
- 2015 Superfast! - als Michelle
- 2013 Last I Heard – als Anna Vasco
- 2010 Remember Me – als lerares van Caroline
- 2006 El cantante – als Zaida
- 2002 Porn 'n Chicken – als Lucy Sanchez
- 2002 Washington Heights – als Maggie
- 2001 Double Take – als Maque Sanchez
- 1996 Girl 6 – als telefoonmeisje

### Televisieseries
Uitgezonderd eenmalige gastrollen.
- 2021 - 2022 A Million Little Things - als Valerie - 8 afl.
- 2021 Leverage: Redemption - als Maria Shipp - 4 afl.
- 2017 - 2020 Elena of Avalor - als koningin Lucia (stem) - 4 afl.
- 2020 Mrs. America - als Carmen Delgado Votaw - 2 afl.
- 2020 The Good Fight - als Marta Tecades - 2 afl.
- 2014 - 2019 Jane the Virgin - als Xiomara Villanueva - 99 afl.
- 2016 - 2018 Trollhunters - als mrs. Nuñez - 10 afl.
- 2016 The Public Access Olympics - als Camila - 3 afl.
- 2013 Law & Order: Special Victims Unit - als Cynthia Mancheno - 3 afl.
- 2013 Golden Boy - als Lorraine Arroyo - 4 afl.
- 2011 How to Make it in America – als Debbie – 7 afl.
- 2001 – 2004 Law & Order – rechercheur Ana Cordova – 24 afl.
- 1999 – 2000 Guiding Light – als Theresa Sandoval – 26 afl.
- 1995 – 1997 One Life to Live – als Linda Soto - 22 afl.

- Library of Congress Control Number: no2016116260
- Virtual International Authority File: 17147423015244880868
- WorldCat: E39PBJgXc9Wxdy4bh4Pr9VVQv3

1. ↑  (en) Andrea Navedo. IMDb. Geraadpleegd op 15 mei 2023.